# Anacroneuria arawak
Anacroneuria arawak är en bäcksländeart som beskrevs av Bill P.Stark 1999. Anacroneuria arawak ingår i släktet Anacroneuria och familjen jättebäcksländor. Inga underarter finns listade i Catalogue of Life.